# Turija (Kučevo)
Pour les articles homonymes, voir Turija.
Turija (en serbe cyrillique : Турија) est un village de Serbie situé dans la municipalité de Kučevo, district de Braničevo. Au recensement de 2011, il comptait 471 habitants.

## Démographie

### Évolution historique de la population
| 1948  | 1953  | 1961  | 1971  | 1981  | 1991 | 2002 | 2011 |
| ----- | ----- | ----- | ----- | ----- | ---- | ---- | ---- |
| 1 122 | 1 168 | 1 139 | 1 107 | 1 039 | 932  | 599  | 471  |

|  |